# 浅賀崇
浅賀崇（あさか たかし）は、日本の財務官僚。

## 来歴
東京大学経済学部卒業。2002年 財務省に入省。関税局。2005年7月 主計局総務課企画係長。中長期的な財政運営の議論にも参画する一方で、国会答弁のとりまとめなども行った。2013年6月 主計局総務課長補佐（歳入・国債）。2017年7月 主計局主計官補佐（地方財政係主査）。2020年6月30日 主計局総務課長補佐（企画）兼主計局総務課予算企画室長。2021年7月9日 東京国税局査察部長。2022年6月22日 内閣官房内閣参事官（内閣人事局）兼内閣官房内閣総務官室。2024年7月12日 主税局調査課長。

## 職歴
- 2002年4月：財務省に入省。関税局[1]。
- 2004年：高松国税局[1]。
- 2005年7月：主計局総務課企画係長[2]。
- 2008年6月：在アルゼンチン大使館二等書記官[1]。
- 2011年7月：理財局国有財産企画課長補佐[1]。
- 2013年6月：主計局総務課長補佐（歳入・国債）[4]。
- 2014年7月：主計局主計官補佐（厚生労働第五係主査）[6]。
- 2015年7月：主税局調査課長補佐（内国調査）[7]。
- 2016年：主税局税制第二課長補佐。
- 2017年7月：主計局主計官補佐（地方財政係主査）[5]。
- 2018年7月17日：大臣官房秘書課長補佐（人事企画） 兼 大臣官房秘書課首席監察官 兼 大臣官房秘書課人事企画室長[5][8]。
- 2020年6月30日：主計局総務課長補佐（企画） 兼 主計局総務課予算企画室長。
- 2021年7月9日：東京国税局査察部長。
- 2022年6月22日：大臣官房付 兼 内閣官房内閣参事官（内閣人事局） 兼 内閣官房内閣総務官室。
- 2022年7月1日：内閣官房内閣参事官（内閣人事局） 兼 内閣官房内閣総務官室。
- 2024年7月12日：主税局調査課長。